# Villa Lyran

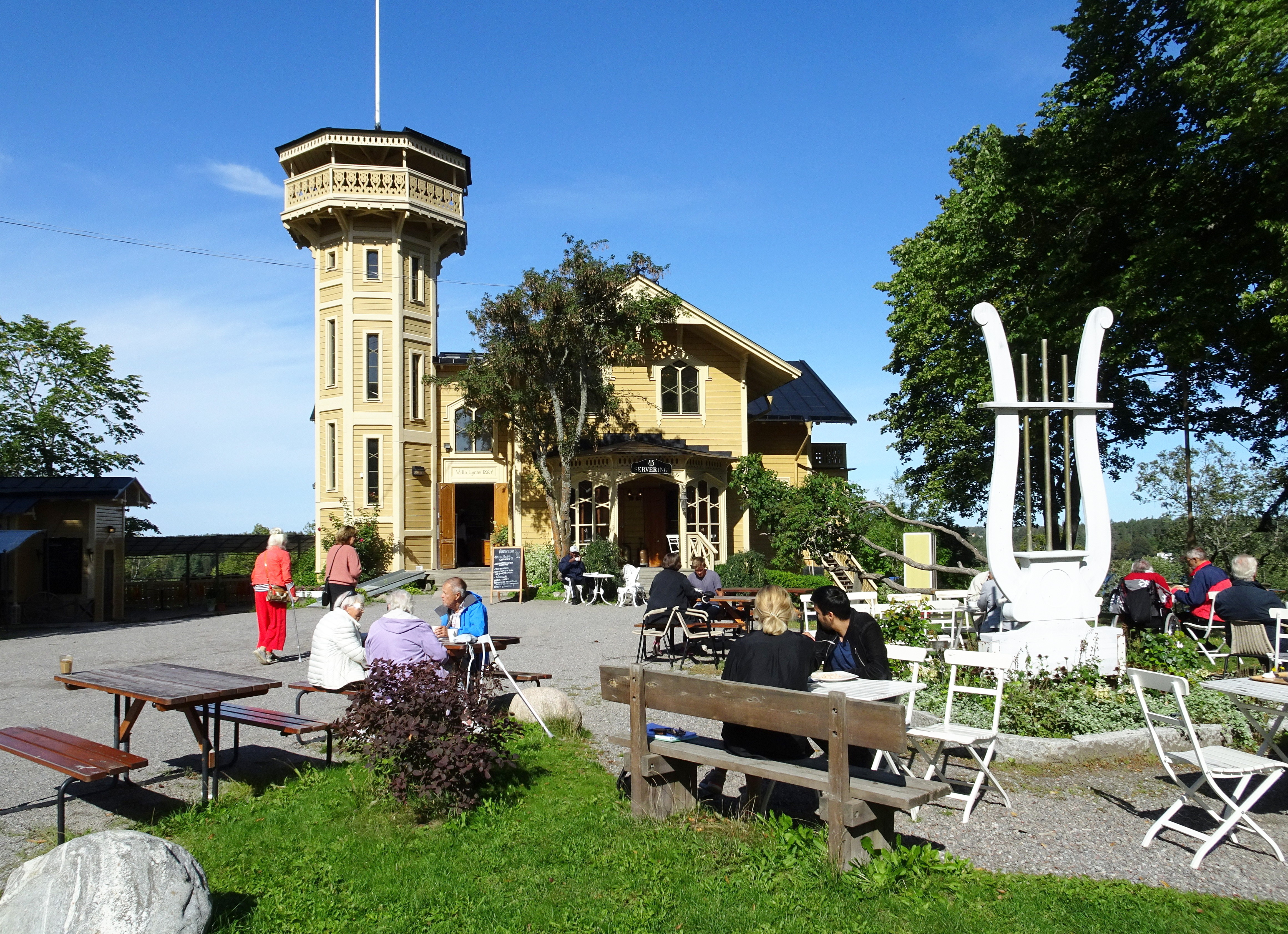
Villa Lyran från trädgårdssidan, september 2019.

Villa Lyran är en sommarvilla vid Ålgrytevägen 90 i nuvarande stadsdelen Bredäng i Stockholm. Villan uppfördes 1867 för Carl och Fredrika Limnell med utsikt över Mälaren. Byggnaden är en av de främsta representanterna för den typ av sommarhus som välbärgade Stockholmare uppförde åt sig och sina familjer vid Mälaren under 1800-talets andra hälft. Fastigheten Leopolds Lyra 1 ägs och förvaltas sedan 2007 av AB Stadsholmen och är blåklassad av Stadsmuseet i Stockholm, vilket motsvarar den högsta kommunala skyddsklassen: "synnerligen stort kulturhistoriskt värde".

## Arkitektur

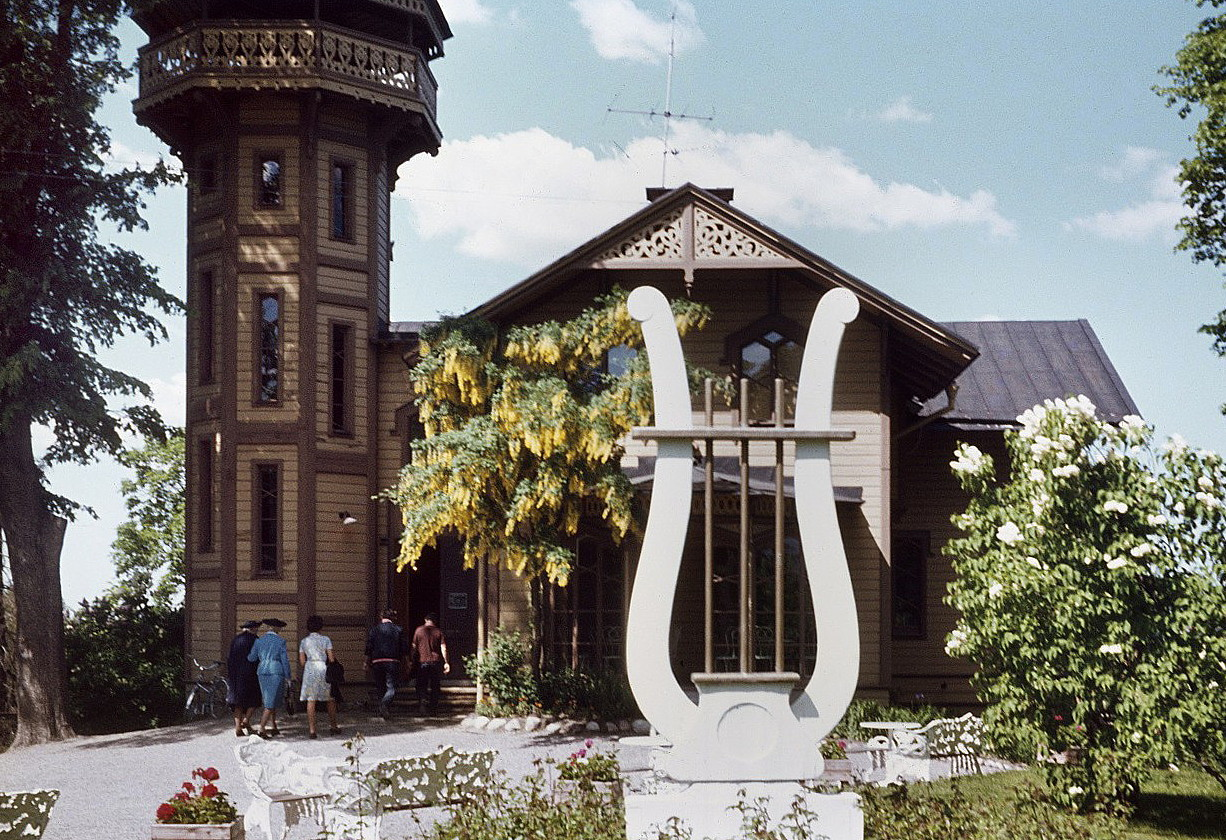
Villa Lyran med "Lyran" utanför, 1977.

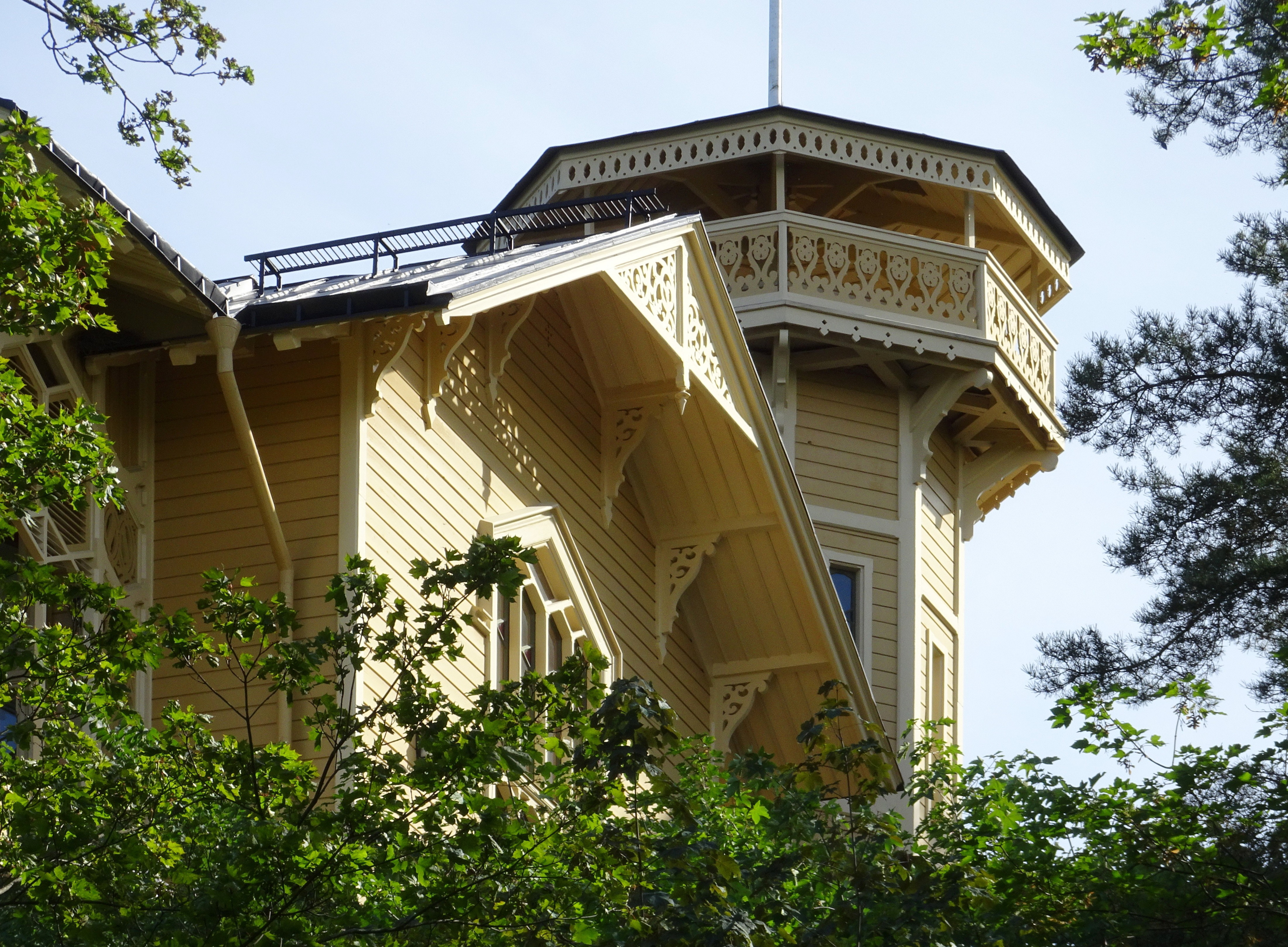
Villa Lyran från Mälarsidan, 2019.

Ritningarna baserades på Georg Theodor Chiewitzs mönster villa för mindre familj som presenterades i en facktidskrift 1850. Villan är uppförd i schweizerstil med en del märkliga konstruktioner, som att husets torntak kunde höjas och sänkas. En stor veranda löper längs husets sjösida, och exteriören har många lövsågade detaljer. Interiören har boaserade väggar och stuckatur samt en skulpterad spis i det stora rummet. Interiören är i stort sett oförändrad sedan huset byggdes. Stugan kallas husets största rum. Kakelugnen i rummet ritades 1868 av Johan Fredrik Åbom och tillverkades av Åkerlindska kakelfabrikens AB i Stockholm, med modellnummer 49. Intill huvudbyggnaden står Boden som är gestaltad i samma stil som villan. Dess ålder är okänd, möjligen uppfördes den som lekstuga.

## Historik
Platsen kallades förut för Leopolds Lyra vilken har fått sitt namn efter en stor förgylld lyra i trä, som Carl Gustaf af Leopold lät uppställa här vid 1800-talets början som en hyllning åt Carl Michael Bellman. Den ursprungliga lyran ruttnade så småningom och en ny, mindre lyra sattes upp på gårdsplanen 1941. I sluttningen vid Mälaren fanns också en samling stora stenar som kallades ”Bellmans grotta”. Carl och Fredrika Limnell hade trivts vid en sommarvistelse på närbelägna Jakobsbergs gård och de lät arrendera marken vid lyran på femtio år och bygga ett sommarhus.
Huset började uppföras 1867, och makarna Limnell samlade på 1870- och 1880-talen där dåtidens litterära, musikaliska och konstnärliga kändisar för "Kolifej på Lyran" när de bodde där mellan maj och september. Jenny Lind, Gunnar Wennerberg, Victoria Benedictsson, diktaren Carl Snoilsky, Carl David af Wirsén, tonsättaren Emil Sjögren, sångerskan Kristina Nilsson de Casa Miranda, Selma Lagerlöf, Bjørnstjerne Bjørnson och Henrik Ibsen var några av gästerna som någon gång besökt Lyran. Henrik Ibsen skrev till och med några strofer om huset i dikten ”Ballonbrev til en svensk dame”:
| ”                                               | hvad med hånden og med munden jeg på ”Lyran” sidste kvelden både loved og besvor, – nemlig: med et skrevet ord at betale lidt på gælden | „ |
| – Henrik Ibsen, ”Ballonbrev til en svensk dame” | |   |

Här läste Fredrika Limnell ur den då okända poeten Verner von Heidenstams ”Vallfart och vandringsår” innan den gavs ut. Lyran blev så omtalad, att även Oscar II kände sig manad till ett besök. Författarinnan Lotten Dahlgren var ofta här och skrev 1912 en bok om livet i villan, med namnet Lyran. När hösten kom använde paret Limnell sin stora salong i bostaden, i Gustav Horns palats, för liknande litterära och musikaliska sammankomster.
Efter Fredrika Limnells död 1892 ärvdes Lyran av sonen i hennes första gifte, direktören för musikkonservatoriet Wilhelm Svedbom. Huset stod tomt en tid, men användes senare som pensionat, restaurang och festlokal. På 1950-talet användes byggnaden vid flera filminspelningar, och mellan 1959 och 1961 sändes radioprogrammet ”Litterär och musikalisk salong” samt teveprogrammet ”Söndagsbilagan” härifrån. Därefter stod huset tomt och igenbommat.

## Villan idag
År 1961 köptes villan av Stockholms stad i samband med att den moderna stadsdelen Bredäng planerades. Under en tid tilläts Lyran förfalla och vandaliserades även. Men 1965-1966 lät Stockholms stad restaurera byggnaden, och den inreddes då till konditori och fick en bostadslägenhet i övervåningen. Lyran hyrdes därefter ut till Levi Pethrus stiftelse som bedrev caféverksamhet här fram till 1995. Sedan 1996 drivs verksamheten på Lyran i privat regi under namnet Konditori Lyran med eget bageri och är ett välkänt och populärt utflyktsmål för stockholmarna. Stockholms stad är fastighetsägare via sitt bolag AB Stadsholmen.

### Nutida bilder

Exteriör
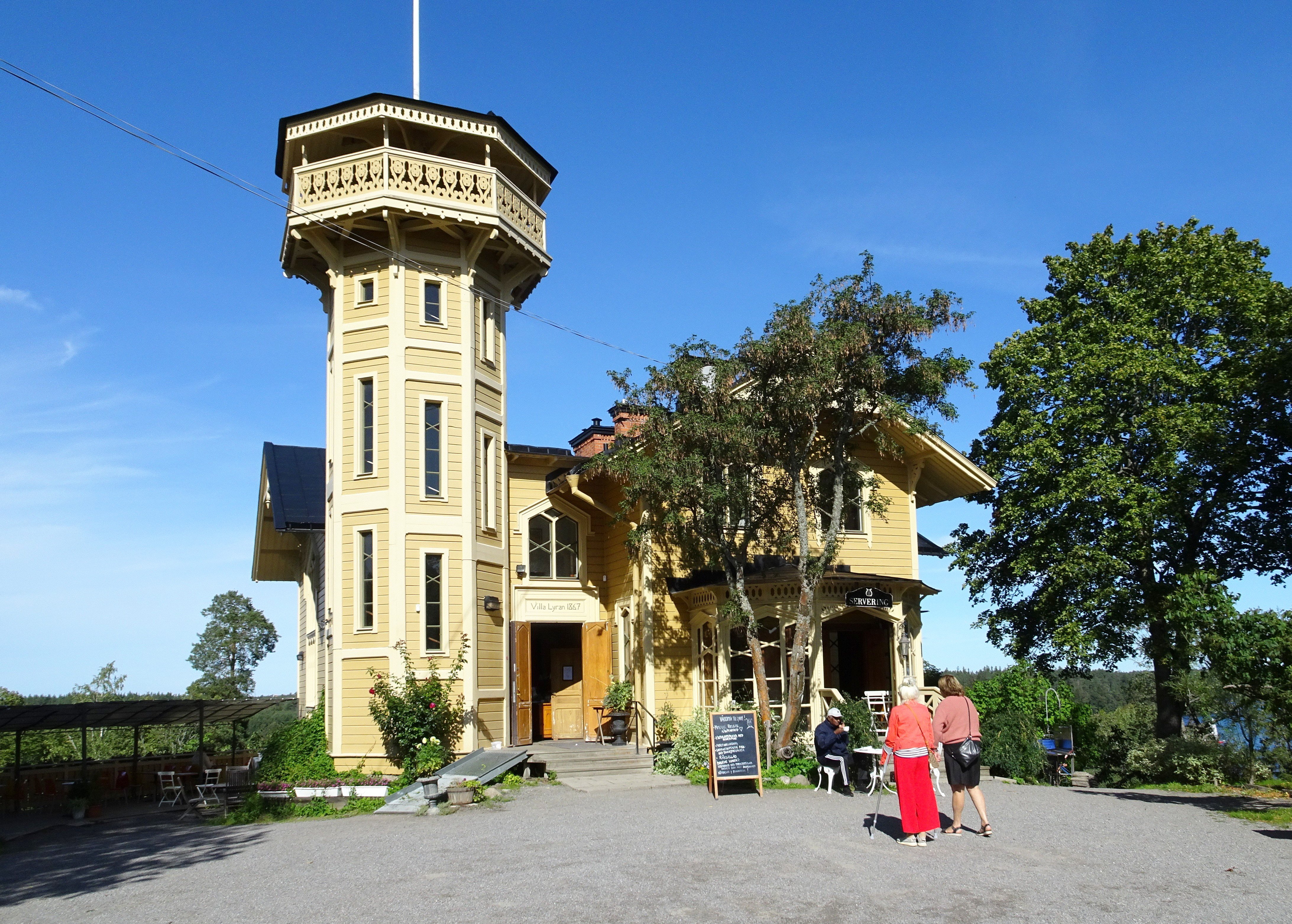
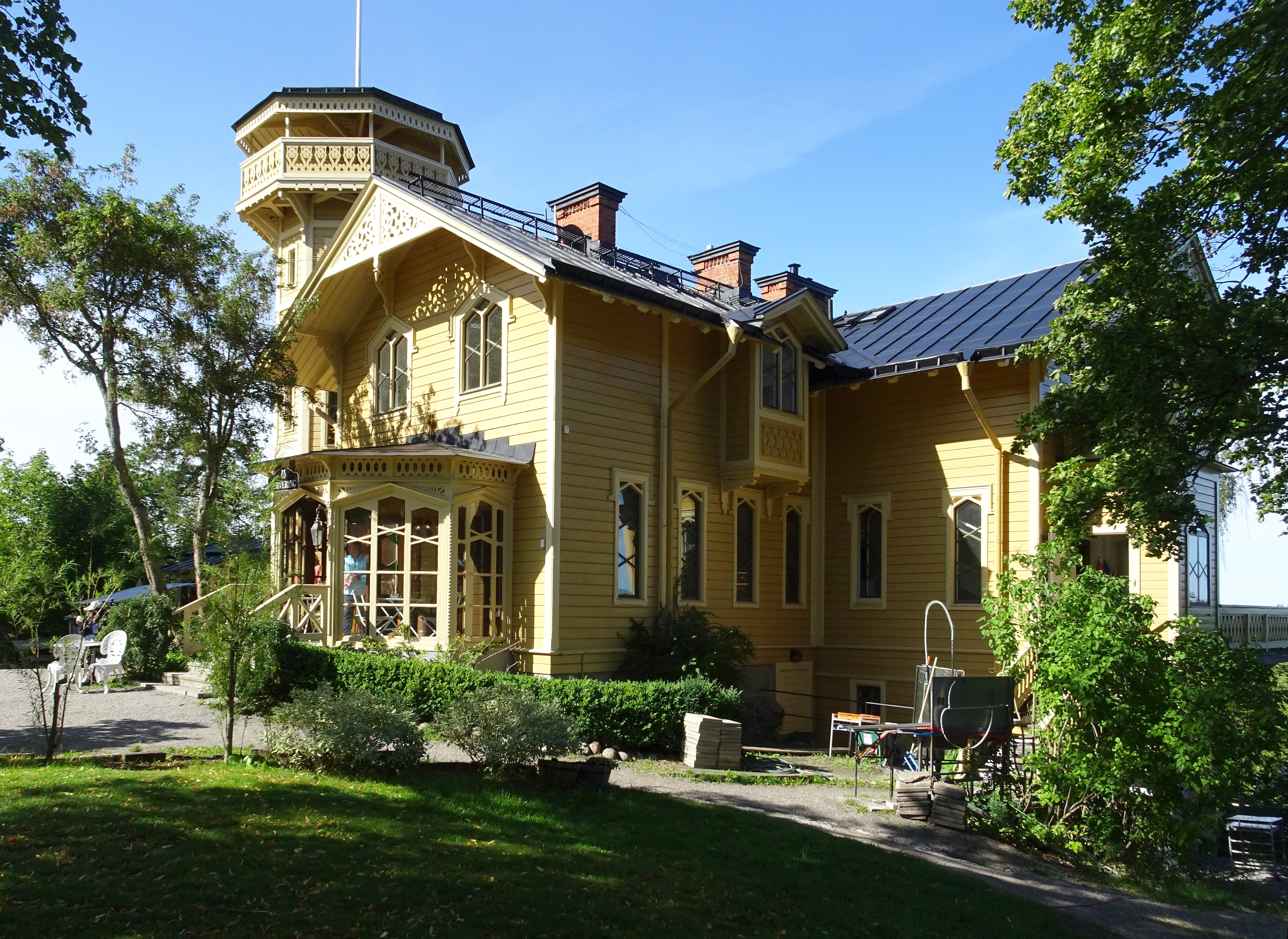
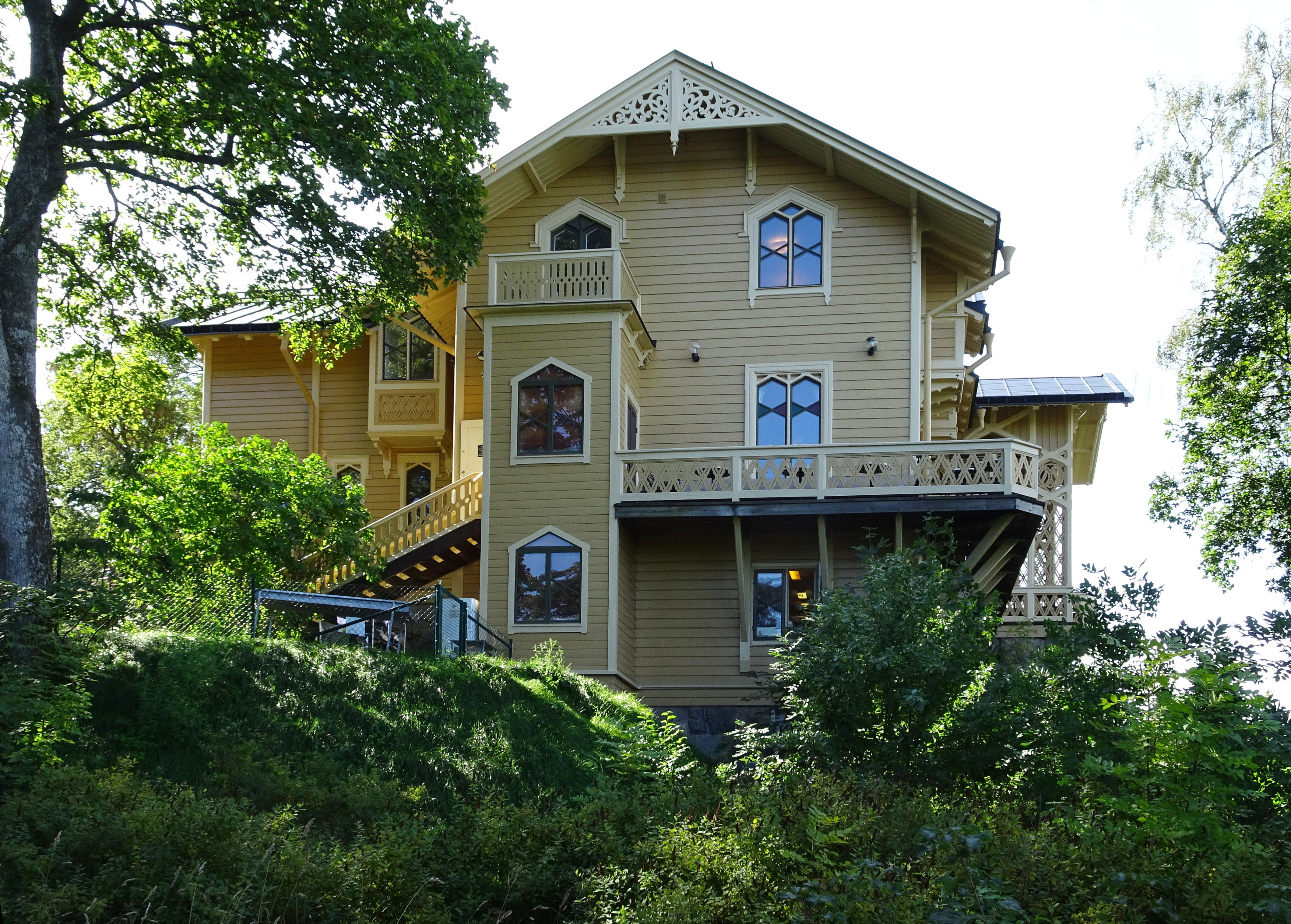
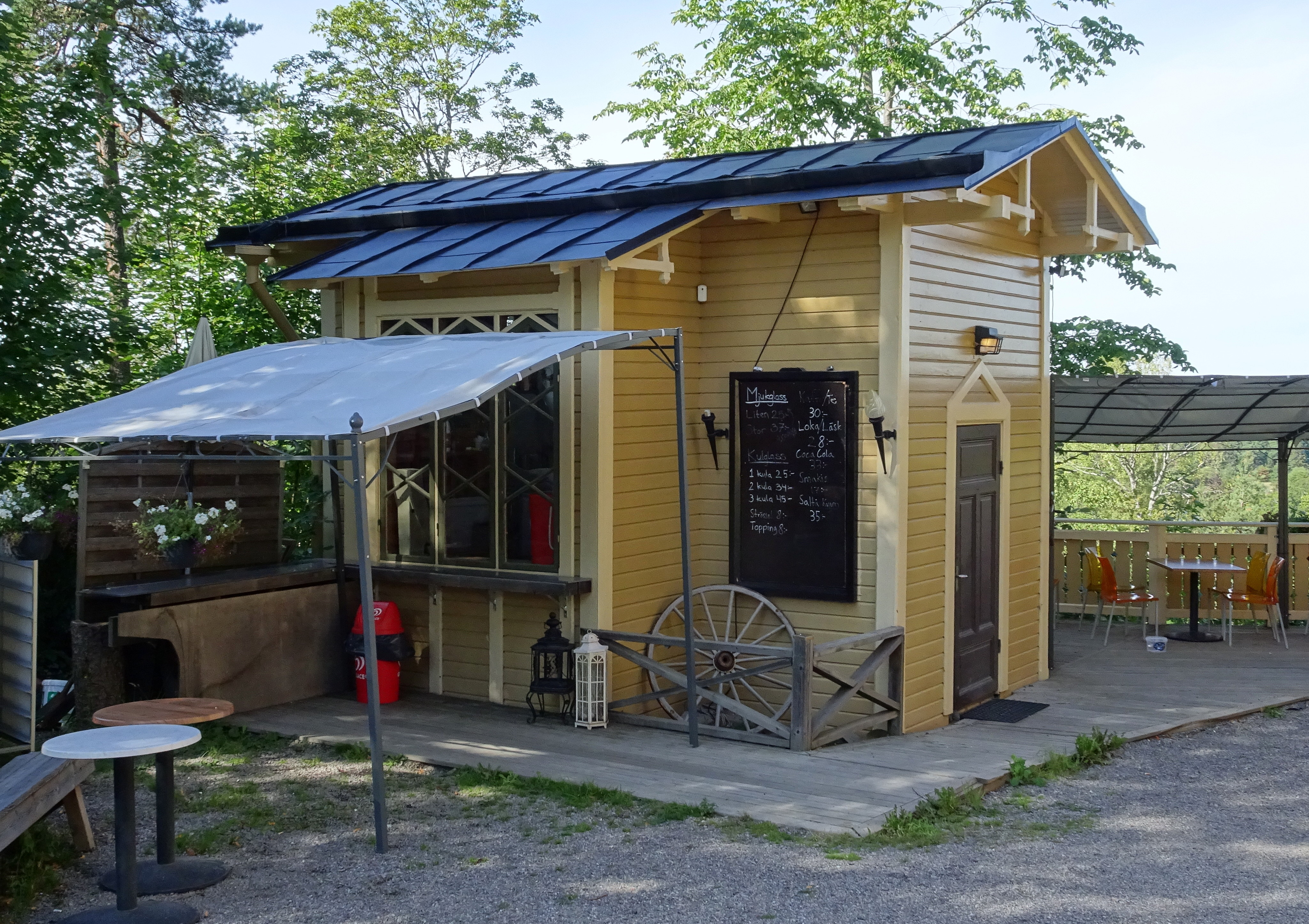

Interiör
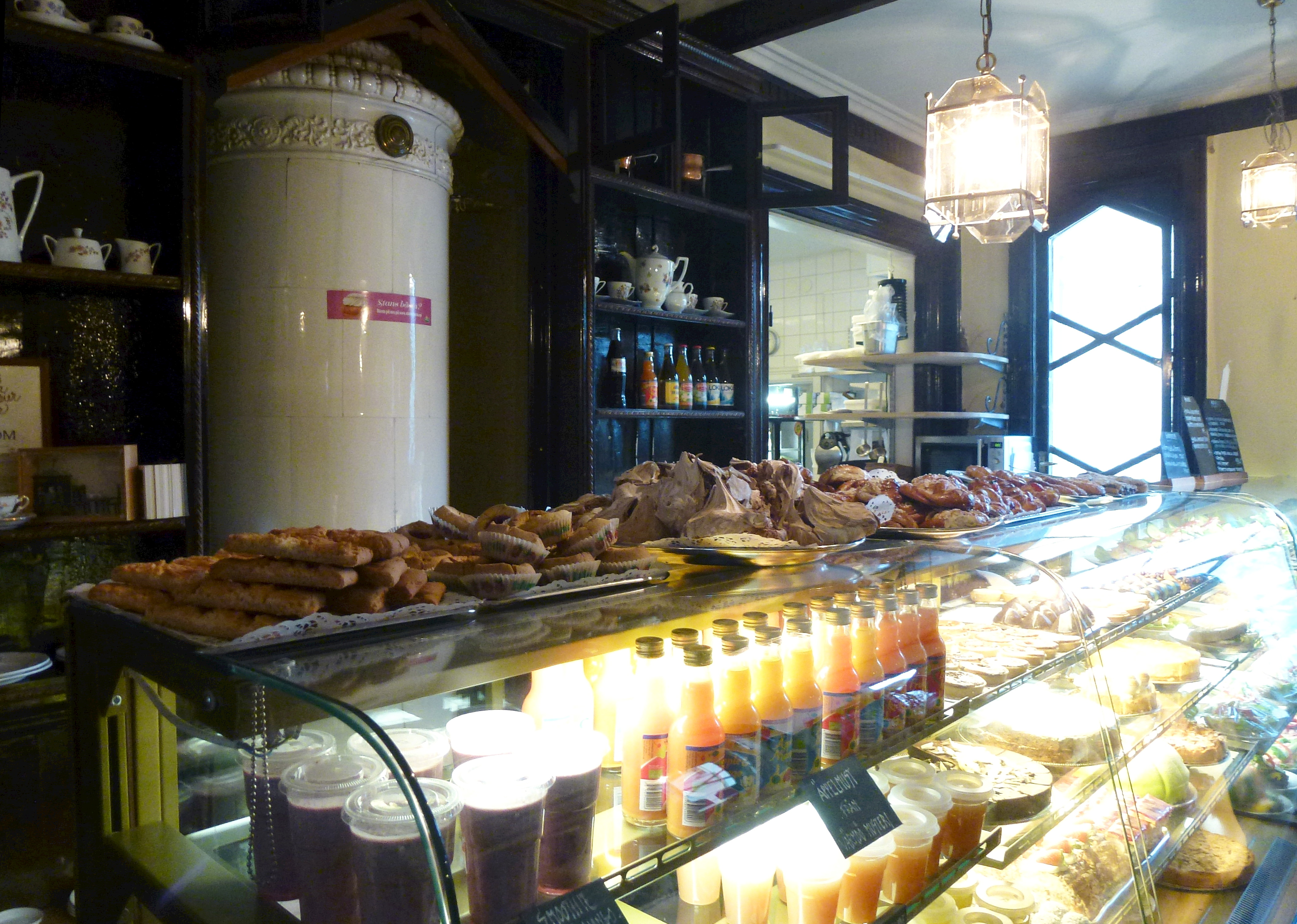
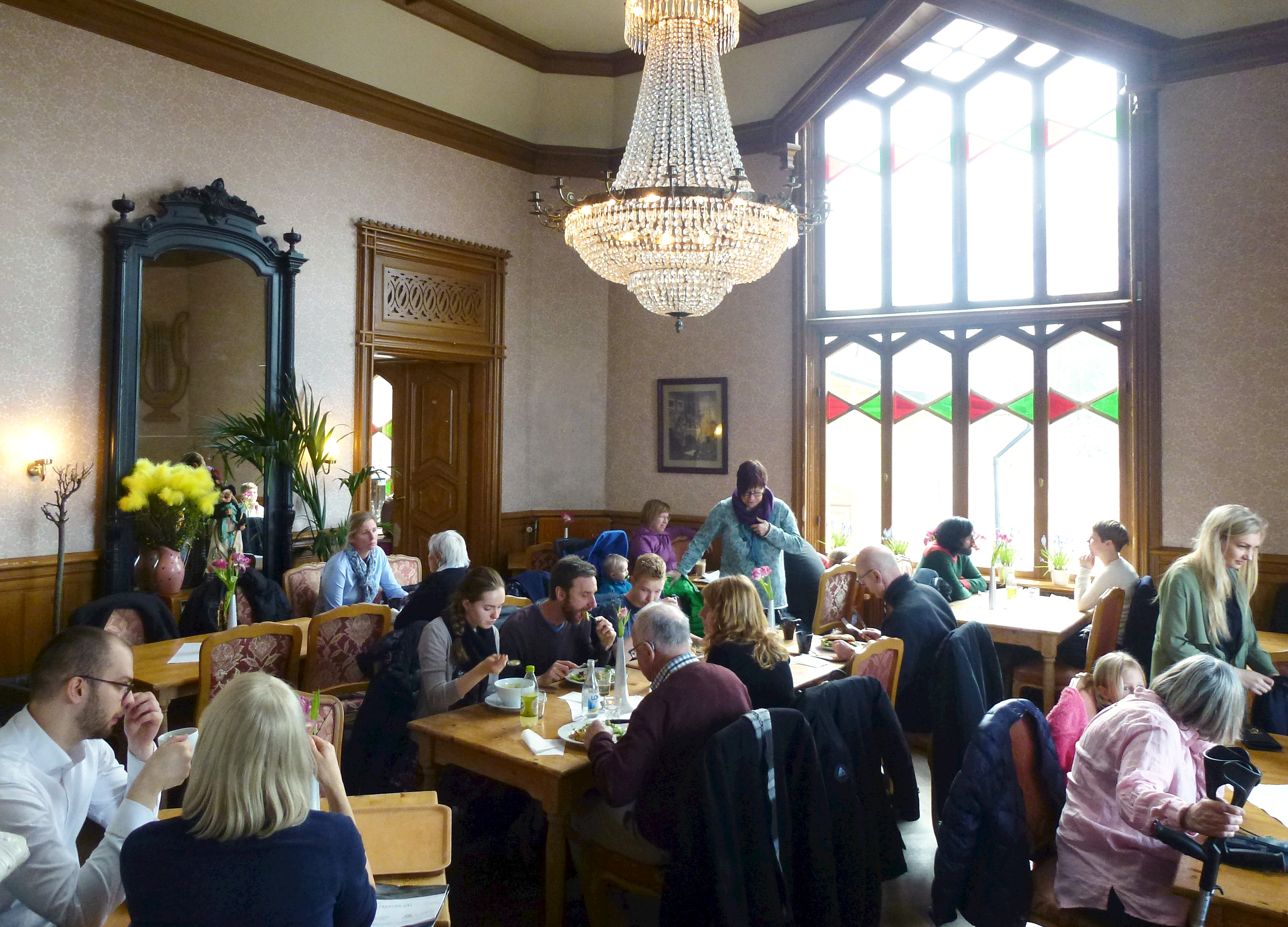
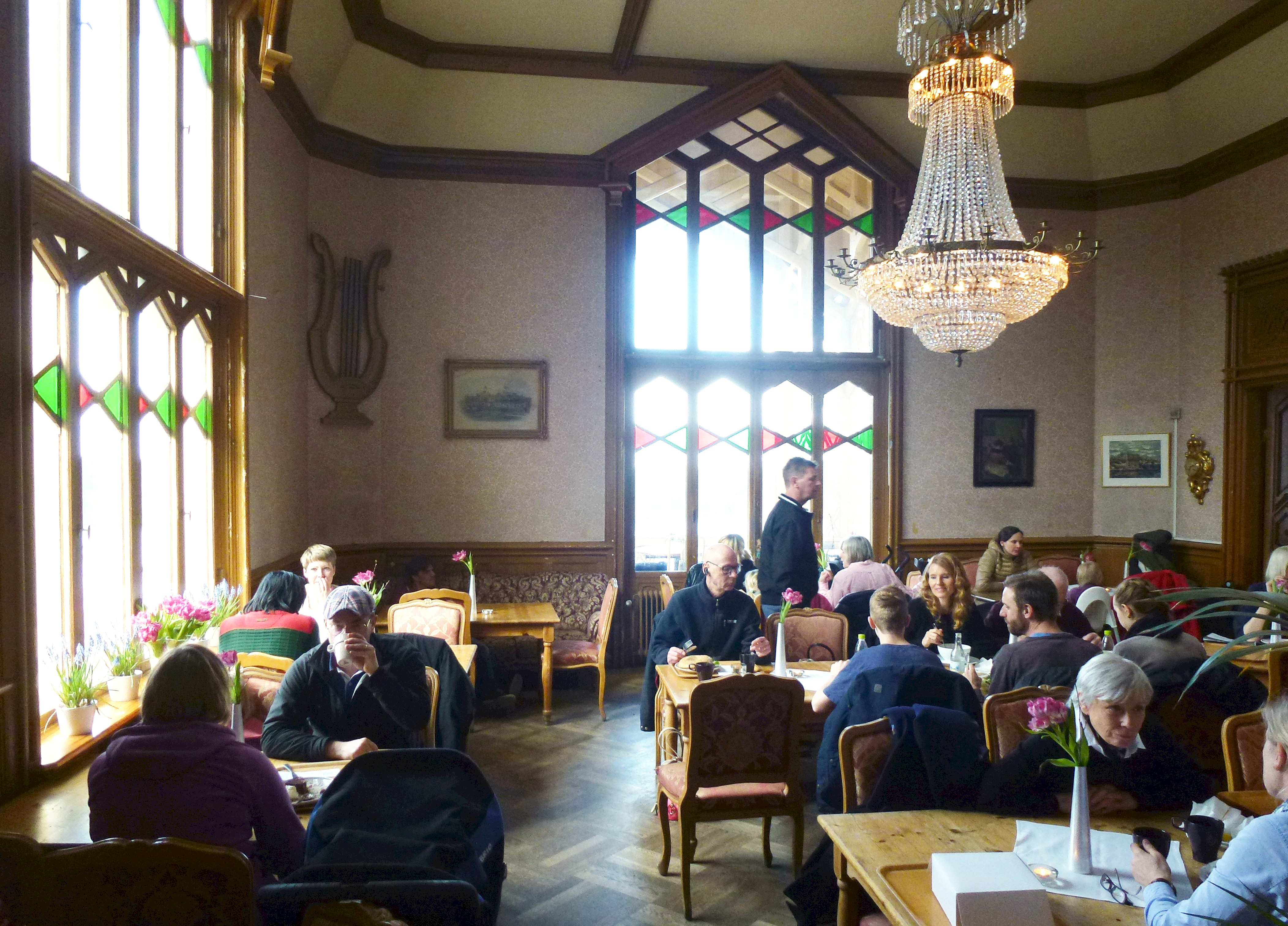
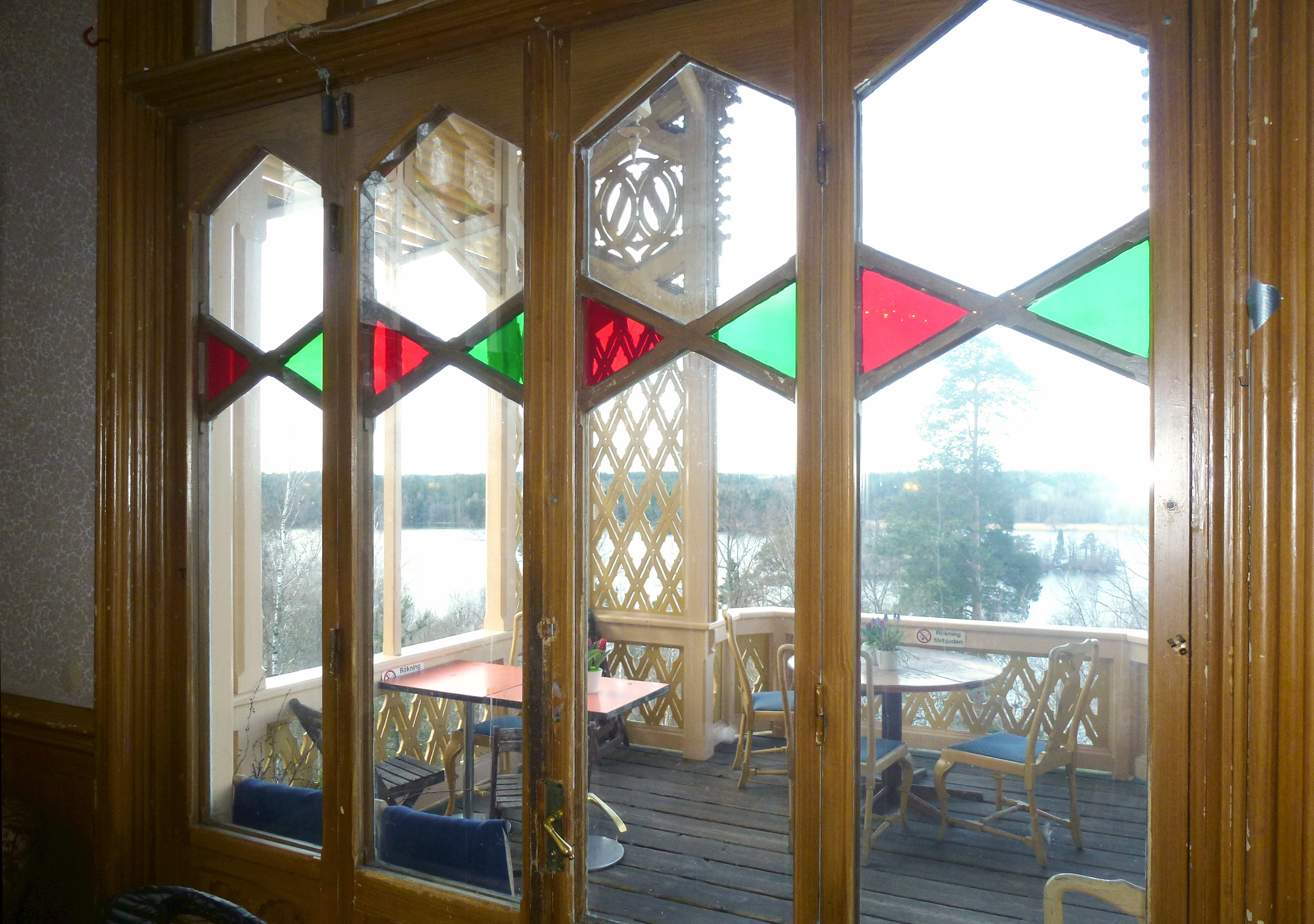